# Мілкіленд-Україна
Дочі́рнє підприє́мство (ДП) «Мілкіле́нд-Украї́на» — один з трьох провідних виробників молочної продукції на території України, який щорічно переробляє понад 420 тис. тонн молока. Підприємство входить до складу Групи компаній «Milkiland».
Компанія управляє 9 молокопереробними заводами, які розташовані на території 6 областей України. Всі заводи компанії сертифіковані згідно з міжнародними стандартами якості ISO 9001 та управління безпекою якості харчових продуктів HACCP. Заводи «Мілкіленд-Україна» виробляють незбираномолочну продукцію, сири, фасоване вершкове масло, вагове вершкове масло та сухі молочні продукти (суха молочна сироватка звичайна та демінералізована, кислотний та технічний казеїн, сухе знежирене молоко та сухе незбиране молоко). Продукція виробляється під брендами "Добряна" та «Коляда».
ДП «Мілкіленд-Україна» був одним з найбільших експортерів українських сирів в Росію. За результатами 2012 року, компанія займає другу позицію в рейтингу українських постачальників сирів в Росію з часткою в 29,7 %. В 2012 році продукція ДП «Мілкіленд-Україна» виготовлена на ПП "КФ «Прометей» була заборонена Росспоживчнаглядом до імпорту на територію Російської Федерації в рамках україно-російської «сирної» війни. Імпорт сирів компанії був відновлений тільки в другій половині травня 2012 року. Торговельний конфлікт, за оцінками експертів, щомісяця завдавав українських сироварам збитки в 426 млн дол. США.

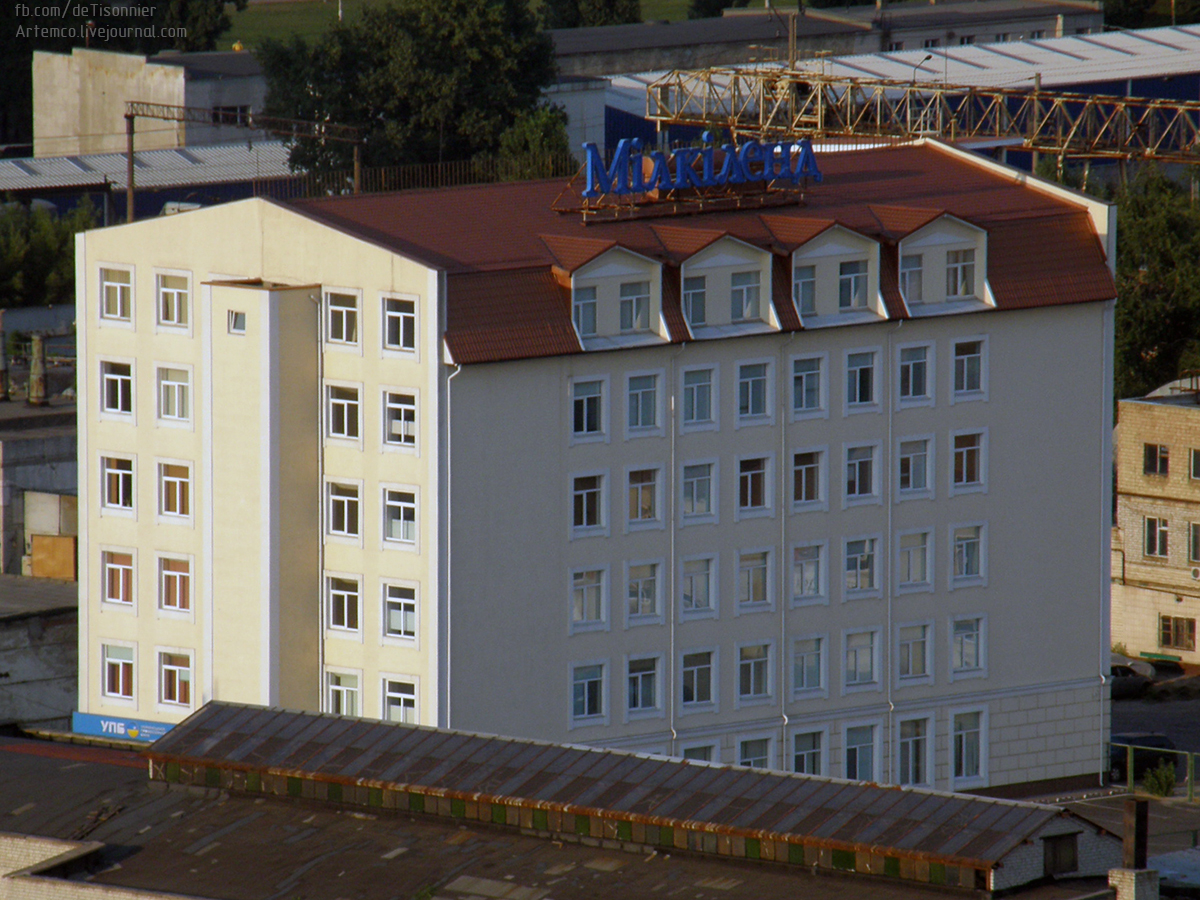
офіс Мілкіленд у Києві

Команда ДП «Мілкіленд-Україна» налічує понад 6500 співробітників, які забезпечують виробництво, збір, обробку та переробку молока, а також дистрибуцію готової продукції.
Окрім переробних потужностей, компанія здійснює управління ТОВ «Мілкіленд-Агро», до складу якого входить 13 агрогосподарств з сукупним молочним стадом понад 3,5 тис. корів та 21 тис. га орендованих земельних угідь. Ферми, що входять до складу «Мілкіленд-Агро», займаються молочним скотарством та вирощуванням зернових.
У 2011 році «Мілкіленд-Україна» підтримало створення і встановило довгострокові партнерські відносини з 16 виробничими кооперативами, які об'єднали понад 17 тис. членів з сукупним молочним стадом близько 21 тис. корів. Це дозволило забезпечити стабільні поставки сировини на молокозаводи Групи і поліпшити якість молока, що закуповується у приватних виробників.
З 1999 року ДП «Мілкіленд-Україна» входить до складу «Національної асоціації молочників України» («Укрмолпром»), з 2008 — член Європейської бізнес асоціації (ЕВА), а з 2011 року — член Асоціації виробників молока.

## Заводи ДП «Мілкіленд-Україна»
До складу ДП «Мілкіленд-Україна» входять 9 молокопереробних заводів в 6 областях України. До їх числа входять:
- Філія «Менський сир» Приватне підприємство "Консалтингова фірма «Прометей» (м. Мена, Чернігівська обл.)

Молокопереробні заводи ДП «Мілкіленд-України» на карті України

- Приватне акціонерне товариство «Чернігівський молокозавод» (м. Чернігів)
- Філія «Роменський молочний комбінат» Приватне підприємство «Рось» (м. Ромни, Сумська обл.)
- Філія «Сумський молочний завод» Приватне підприємство «Аромат» (м. Суми)
- Дочірнє підприємство «Агролайт» (м. Кривий Ріг, Дніпропетровська обл.)

## Продукція

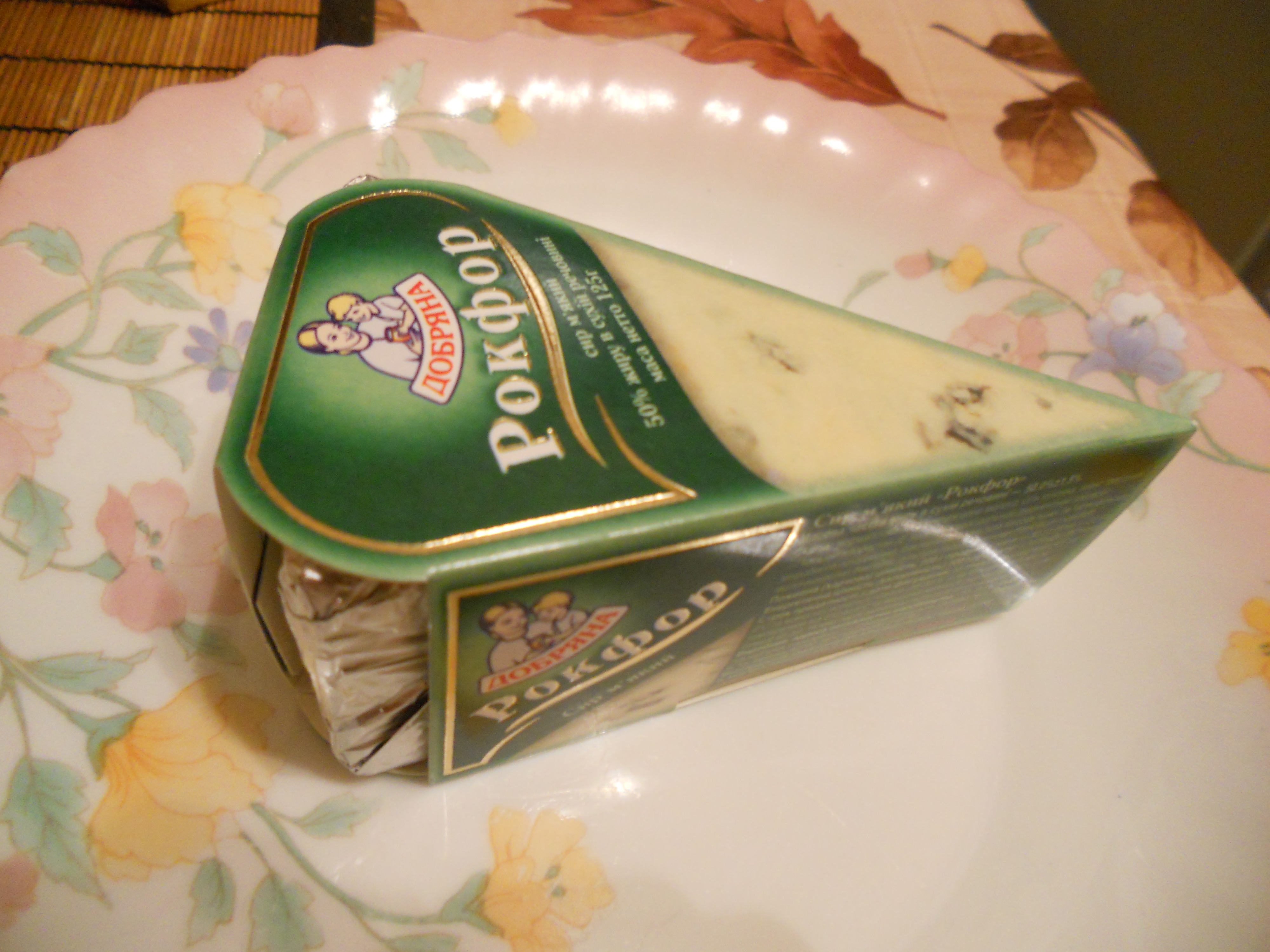
Рокфор
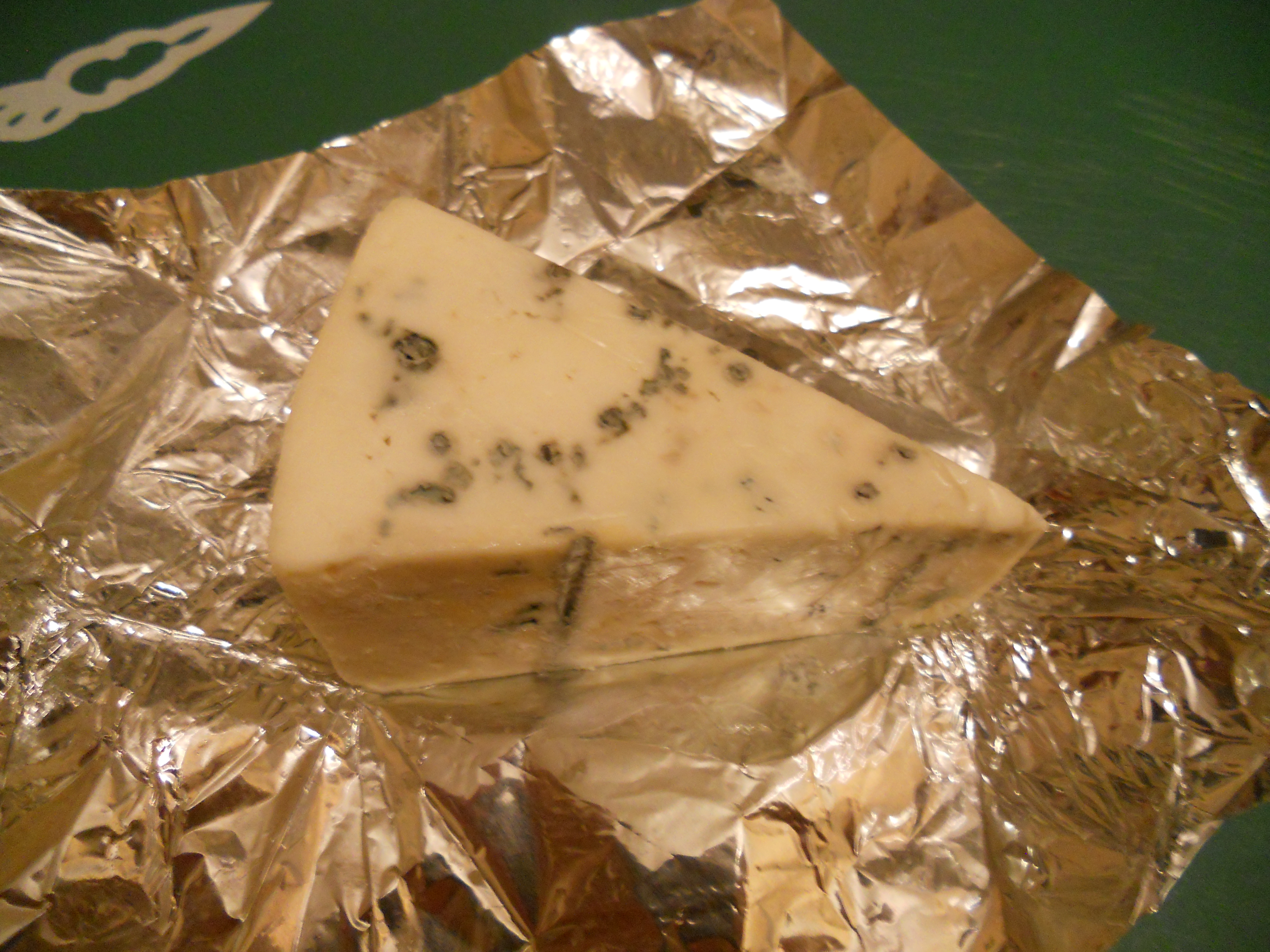
Сир Рокфор всередині

ДП «Мілкіленд-Україна» на своїх заводах виробляє продукцію під ТМ «Добряна», «Коляда», «Роменська» та «Кринка». Згідно з рейтингом 50 найпопулярніших брендів України, складених виданням «Фокус», ТМ «Добряна» посіла 22-е місце.
Компанія виробляє:
- Незбираномолочна продукція
  - Незбираномолочна продукція ТМ «Добряна»[5]
  - Незбираномолочна продукція ТМ «Коляда»[6]
- Сири
  - Сири ТМ «Добряна»[7]
  - Сири ТМ «Коляда»[8]
- Масло фасоване
  - Масло ТМ «Добряна»[9]
  - Масло ТМ «Роменська»[10]
  - Масло ТМ «Кринка»[11]
- Масло вагове
  - Масло солодковершкове «Селянське» ТМ «Добряна» 72,5 %[12]
  - Масло солодковершкове «Селянське» ТМ «Добряна» 73 %[13]
  - Масло солодковершкове «Селянське» ТМ «Добряна» 73 % поліам[14]
  - Масло солодковершкове «Екстра» ТМ «Добряна» 82,5 %[15]
- Сухі молочні продукти
  - Суха сироватка, відповідно до стандарту Департаменту сільського господарства США (USDA)[16]
  - Суха молочна сироватка демінералізована[17]
  - Казеїн кислотний, технічний, відповідно до типових вимог[18]
  - Сухе знежирене молоко, відповідно до вимог American Dairy Products Institute (ADPI «Extra Grade»)[19]
  - Сухе знежирене молоко, відповідно до вимог American Dairy Products Institute (ADPI «Standard Grade»)[20]
  - Сухе незбиране молоко 25-26 %, відповідно до вимог American Dairy Products Institute (ADPI «Extra Grade»)[21]

Продукція ТМ «Добряна» продається на всій території України та реалізується ДП «Мілкіленд-Україна» через партнерів, серед яких супермаркети та інші точки роздрібної торгівлі, а також дистриб'ютори в окремих населених пунктах країни. Окрім цього компанія здійснює продаж через заклади громадського харчування, промислові підприємства та інші канали збуту.
ДП «Мілкіленд-Україна» співпрацює з найбільшими мережами супермаркетів, в том числі «Fozzy», «Metro Cash & Carry», «Auchan», «Billa», «Фуршет» та «Велика Кишеня».

## Нагороди та результати тестувань

Молоко ТМ «Добряна» в упаковці Ecolean

Продукція ТМ «Добряна» є багаторазовим переможцем Всеукраїнського конкурсу «100 найкращих товарів України». В списку переможців, в тому числі, фігурують термостатна сметана ТМ «Добряна», термостатний біо-йогурт ТМ «Добряна», сирок глазурований ТМ «Добряна», сир м'який «Моцарелла», закваска з чорницею, кисломолочний продукт «Біфілайф» та інші.
Лауреатами конкурсу стали, серед іншого, солодкий сирок «Сирочок» ТМ «Добряна» та кисломолочний продукт «Біфілайф» 2,5 % жирності.
Продукція ТМ «Добряна» також отримує високі оцінки Центру незалежних експертиз «Тест».
Серед іншого, оцінкою «відмінно» експерти відзначили Молоко постаризоване ТМ «Добряна», Масло солодковершкове «Селянське» ТМ «Добряна», Біойогурт з фруктовим наповнювачем «Полуниця» ТМ «Добряна» та інші.

## Соціальна відповідальність та участь у громадських заходах
ДП «Мілкіленд-Україна» є учасником програми «3 молочних продукти в день», проекту «Я люблю молоко» та проекту «Здорова дитина — здорова нація», організованих Асоціацією виробників молока України.

Дитяча екскурсія на «Сумський молокозавод» ДП «Мілкіленд-Україна»

ДП «Мілкіленд-Україна» підтримала Міський проект по підтримці дітей, хворих на ДЦП (м. Київ), Київський міський молодіжний центр, муніципальну соціальну службу (м. Київ), територіальний центр соціального обслуговування Чернігівської районної державної адміністрації.
ДП «Мілкіленд-Україна» надає благодійну допомогу організації «Місто щасливих дітей», що займається підтримкою та розвитком мережі дитячих центрів допомоги дітям.
У рамках програми «Здорова дитина — здорова нація» в листопаді 2012 р. для учнів сумських спеціалізованих шкіл № 9 та 30 були проведені екскурсії на Сумський молокозавод, де їм розповіли про всі процеси приготування молочних продуктів і про їхню користь.
Компанія приділяє увагу захисту екології шляхом інвестування в найсучасніші енергоощадні технології на своїх промислових потужностях.
ДП «Мілкіденд-Україна» регулярно бере участь у регіональних громадських заходах. Продукція ТМ «Добряна» була представлена на фестивалі «Сиру і вина» у м. Львові, що проходив з 19 по 21 жовтня 2012 року. Спеціально для заходу компанія зготувала 200-кілограмовий сирник.
Також ТМ «Добряна» брала участь в проведенні Свята вареника, що відбулось 25 серпня у Львові.